# Bourg-Saint-Pierre
Bourg-Saint-Pierre és un municipi del cantó suís del Valais, situat al districte d'Entremont.

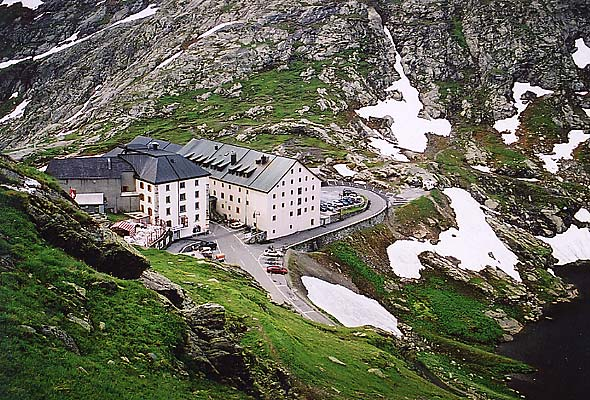
Hospital de Sant Bernat